# Michel Aubrun
Pour les articles homonymes, voir Aubrun.
Michel Aubrun, né le 27 septembre 1932 aux Aix-d'Angillon (Cher), est un historien médiéviste français.

## Biographie
Michel Aubrun est né aux Aix-d'Angillon dans le département du Cher, le 27 septembre 1932.

### Travaux universitaires
Docteur ès-lettres, il commence sa carrière comme professeur au lycée de Guéret puis à l’université de Nancy (Université Nancy I). Il rejoint ensuite l’université Blaise Pascal de Clermont-Ferrand comme professeur d'histoire du Moyen Âge.
Auteur d'une thèse sur le diocèse de Limoges des origines au XIe siècle, Michel Aubrun est reconnu comme un spécialiste de l'histoire des paroisses et des ordres monastiques.

## Publications
- Vie de saint Étienne d'Obazine, Clermont-Ferrand, Institut d'Études du Massif Central, 1970.
- L'ancien diocèse de Limoges des origines au milieu du XIe siècle, Clermont-Ferrand, Institut d'Études du Massif Central (Université Blaise-Pascal), 1982, (aperçu limité en ligne).

- Prix Gobert 1982 de l’Académie des inscriptions et belles-lettres.
- La paroisse en France : des origines au XVe siècle, Paris, Éditions Picard, 1986, 269 p. (ISBN 2-7084-0328-1, présentation en ligne). Nouvelle édition revue et mise à jour : La paroisse en France : des origines au XVe siècle, Paris, Éditions Picard, 2008, 254 p. (ISBN 978-2-7084-0826-5, présentation en ligne).
- Moines, paroisses et paysans, Presses universitaires Blaise Pascal, 2000.
- Saints ermites en Limousin au XIIe siècle, Turnhout, Brepols, 2009 (vies d'Etienne de Muret, Gaucher d'Aureil, Geoffroy du Chalard, Etienne d'Obazine).